# Israel Post Company

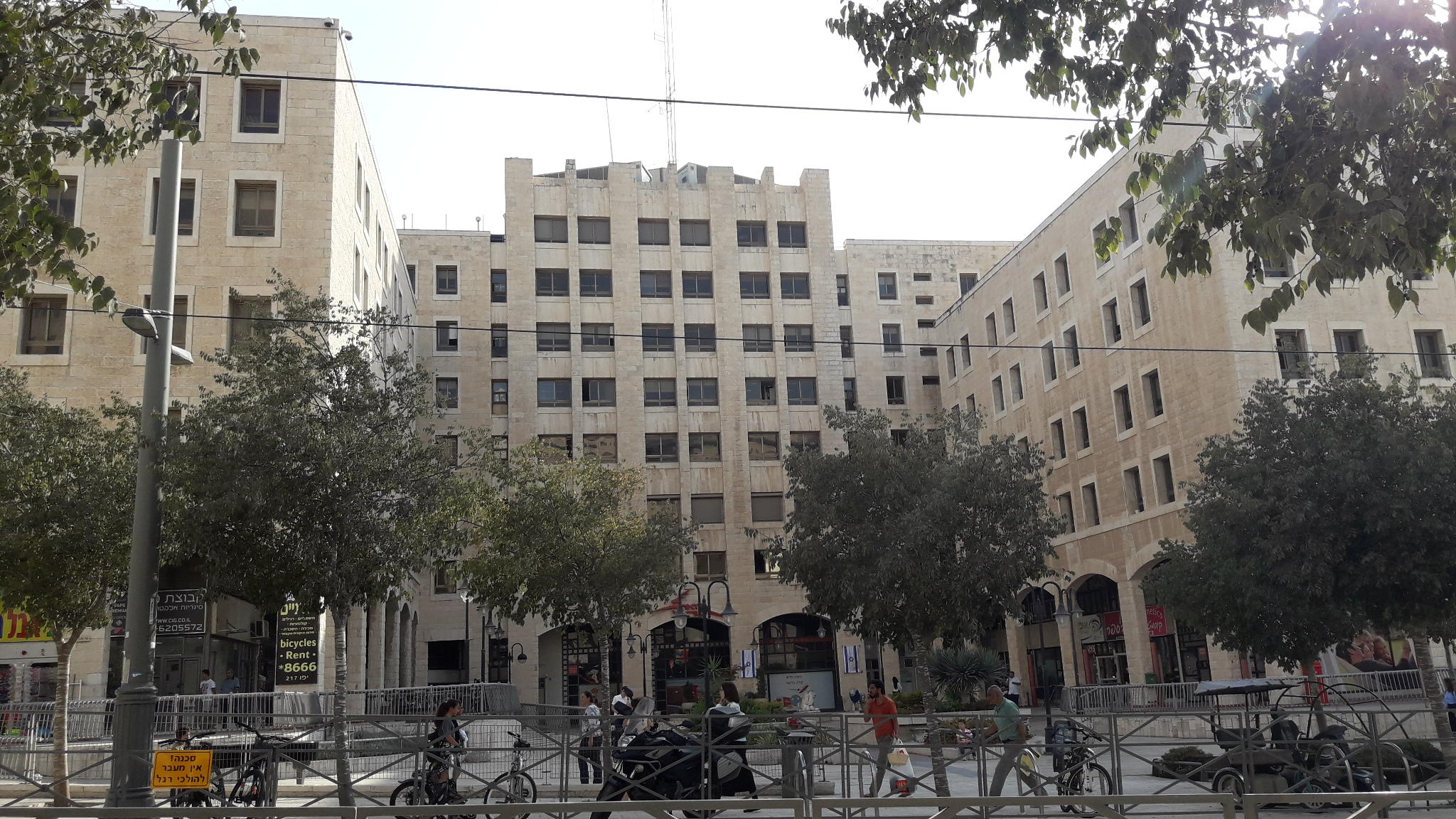
A Administração Postal de Israel - Jerusalém

Israel Post Company é uma empresa do governo israelense especializada na prestação de serviços postais e bancários. 
Serviços postais em Israel movimentam cartas, encomendas, etc. no país e fora dele. Serviço Postal é um monopólio do governo, e como tal foi atribuído pelas diferentes autoridades do país desde o século XIX. Hoje, os trabalhadores dos correios contam com um governo limitado, de pouca infra-estrutura, esta construída ao longo de mais de uma centena de anos.